# La Chartre-sur-le-Loir
La Chartre-sur-le-Loir település Franciaországban, Sarthe megyében. Lakosainak száma 1370 fő (2022. január 1.). La Chartre-sur-le-Loir Lhomme, Villedieu-le-Château, Marçon, Vallée-de-Ronsard és Loir en Vallée községekkel határos.

## Népesség
A település népességének változása:
| Lakosok száma | 1460 | 1455 | 1456 | 1425 | 1403 | 1384 | 1367 | 1370 | 1370 |
|               | 2013 | 2015 | 2016 | 2017 | 2018 | 2019 | 2020 | 2021 | 2022 |